# Пенама
Пенама — провінція держави Вануату, що займає територію островів Пентекост, Оба, Маево і назви яких дали назву провінції (за першими літерами). Населення 30 819 осіб (2009), площа 1 198 км². Адміністративний центр провінції — місто Саратамата (на острові Оба).